# Poederoijen
Poederoijen (51° 47′ N, 5° 05′ L) é uma cidade dos Países Baixos, na província de Guéldria. Poederoijen pertence ao município de Zaltbommel, e está situada a 9 km sudeste de Gorinchem.
Em 2001, a cidade de Poederoijen tinha 398 habitantes. A área urbana da cidade é de 0.083 km², e tem 119 residências. 
A área de Poederoijen, que também inclui as partes periféricas da cidade, bem como a zona rural circundante, tem uma população estimada em 860 habitantes.